# الاتفاقية العسكرية التركية القطرية
الاتفاقية العسكرية التركية القطرية هي اتفاقية تعاون عسكري وقعت في 28 أبريل 2014 بين قطر وتركيا، وتحمل اسم (اتفاقية التنفيذ بين الجمهورية التركية وحكومة دولة قطر لنشر القوات التركية على الأراضي القطرية)، وأقر البرلمان التركي الاتفاقية بشكل عاجل خلال الأزمة الخليجية 2017، وطلبت كل من المملكة العربية السعودية والإمارات العربية المتحدة ومملكة البحرين من دولة قطر انهاء التعاون العسكري مع تركيا.

## تسريب الاتفاقية
نشر «نورديك مونيتور» (موقع سويدي) نسخة يقول أنها الاتفاقية الموقعة بين تركيا وقطر ووصفها بأنها «مليئة بالثغرات والمصطلحات الغامضة التي يبدو أنها أُدخلت عمدًا».